# EXPG
EXPG（EXILE PROFESSIONAL GYM）是藝人經紀公司LDH所營運的專業表演者培訓學校。於2003年由五十嵐廣行所創辦。

## 沿革
- 2003年-東京校於東京都澀谷區代代木開校。
- 2005年6月1日-宮崎校於宮崎縣宮崎市橘通開校。
- 2007年1月14日-札幌校於北海道札幌市中央區開校。
- 2007年9月1日-大阪校於大阪府大阪市西區開校。
- 2008年7月1日-松山校於愛媛縣松山市湊町開校。
- 2009年4月1日-福岡校於福岡縣福岡市中央區開校。
- 2009年5月25日-東京校遷移至東京都目黑區東山。
- 2009年9月1日-台北校於台灣台北市信義區開校。
- 2010年12月18日-沖繩校於沖繩縣那霸市松尾建開校。
- 2012年9月1日-名古屋校於愛知縣名古屋市東區開校。
- 2013年7月25日-沖繩校遷移至沖繩縣那霸市旭町。
- 2013年9月17日-橫濱校於神奈川縣橫濱市神奈川區開校。
- 2014年9月1日 -紐約校於美國紐約州曼哈頓開校。[1][2]。
- 2015年7月13日 - 大宫校於埼玉縣埼玉市的大宫區開校。
- 2016年10月3日 - 京都校於京都府京都市中京區開校。
- 2016年10月3日-京都校が京都府京都市中京区に開校[3]。
- 2017年3月20日-仙台學校在宮城縣仙台市青葉區開學[4]。
- 2017年8月16日-東京學校遷至東京都目黑區青葉台[5]。
- 2019年1月18日-洛杉磯學校於美國加利福尼亞州洛杉磯好萊塢開設。
- 2021年9月27日-上海金橋學校中國上海市浦東新區開校[6]。
- 2021年12月23日-上海西岸學校於中國上海市徐匯區開校[7]。

## 關聯人物

### 東京校
- AKIRA（EXILE） - 有在校內擔任過教練。
- KENCHI（EXILE） - 有在校內擔任過教練。
- TETSUYA（EXILE） - 有在校內擔任過教練。
- KEIJI（EXILE） - 有在校內擔任過教練。
- NAOKI（EXILE、第三代J Soul Brothers）
- 楓（Happiness、E-Girls）
- MIYUU（Happiness、E-girls）
- 春川恭亮（劇團EXILE）
- 野畑慎（The ROOTLESS）
- 有安杏果（原桃色幸運草Z）
- 水野繪梨奈（原Flower、E-girls）
- 武藤千春（原Flower、原E-girls）
- 坂東希（Flower、E-girls）
- 鈴木伸之（劇團EXILE）
- 町田啓太（劇團EXILE）
- 宮田慧（BREATHE）
- 小森隼（GENERATIONS）
- 佐野玲於（GENERATIONS）
- 関口メンディー（GENERATIONS）
- 工藤大輝（Da-iCE）
- 山口乃乃華（原bunny、E-girls）
- 石井杏奈（原bunny、E-girls）
- 稲垣莉生（原bunny、E-girls）
- 大石美優（原bunny、原E-girls）
- 木津玲奈（原EGD、原E-girls）
- 須田アンナ（原EGD、E-girls、Happiness）
- 生田梨沙（原EGD、E-girls）
- 小野塚勇人（劇團EXILE）
- 佐原モニカ
- chay
- Meik（J☆Dee'Z）
- 渡邉真梨奈（原EGD、原E-girls）
- 世界（EXILE） - 有在校內擔任過教練。
- 佐藤大樹（EXILE）
- KAZUKI（DOBERMAN INFINITY）
- RIKU（THE RAMPAGE）
- 龍（THE RAMPAGE）
- 鈴木昂秀（THE RAMPAGE）
- 長谷川慎（THE RAMPAGE）
- K （&TEAM）

### 宮崎校
- 城戸愛莉
- SAYAKA（Happiness、E-girls）
- YURINO（Happiness、E-girls）
- 重留真波（Flower、E-girls）
- 上田眞央

### 札幌校
- SHOKICHI（EXILE）
- 青柳翔（劇團EXILE）
- 渡邉ひかる（SUPER☆GiRLS）
- 花山瑞貴（元bunny、元E-girls）
- 八木將康（劇團EXILE）
- 佐藤広大

### 大阪校
- 藤井夏戀（Happiness、E-girls）
- MIMU（元Happiness、元E-girls）
- 山下健二郎（三代目J Soul Brothers） - 也有在校內擔任過教練。
- 藤井萩花（Flower、E-girls）
- 中島美央（Flower、E-girls）
- 小西彩乃（東京女子流）
- 中江友梨（東京女子流）
- 数原龍友（GENERATIONS）
- 片寄涼太（GENERATIONS）
- 中務裕太（GENERATIONS） - 也有在校內擔任過教練。
- 武部柚那（元bunny、E-girls）
- 武田杏香（元bunny、E-girls）
- 萩尾美聖（元bunny、E-girls）
- 川本璃（E-girls、Happiness）
- 中嶋桃花（元E-girls）
- 岩谷翔吾（THE RAMPAGE）
- 川村壱馬（THE RAMPAGE）
- 後藤拓磨（THE RAMPAGE）
- 陣（THE RAMPAGE）
- 武知海青（THE RAMPAGE）
- 中島颯太（FANTASTICS)
- 湊崎紗夏（TWICE）
- 水口裕斗（ONF）

### 松山校
- 白濱亞嵐（GENERATIONS）
- 長谷部萌香 （元ひめキュンフルーツ缶）

### 福岡校
- 鷲尾怜菜（Flower、E-girls）
- 市來杏香（Flower、E-girls）
- 山本月（元bunny、元E-girls）
- 鹽之谷早耶香
- 浦川翔平（THE RAMPAGE）
- 藤原樹（THE RAMPAGE）
- 佐藤寛太（劇團EXILE）
- 廣瀨真人（BE:FIRST）

### 沖繩校
- 神谷健太（THE RAMPAGE）
- 与那嶺瑠唯（THE RAMPAGE）

### 京都校
- 大平祥生（JO1）

### 名古屋校
- 花橋梨緒（NiziU）
- 佐藤景瑚 (JO1)

## 外部連結
- （日語）EXPG || EXILE PROFESSIONAL GYM（页面存档备份，存于） - 官方網站
- （日語）EXPG的Facebook專頁
- （日語）YouTube上的EXPG頻道
- （中文）EXPG台北校官方網站（页面存档备份，存于）
- （中文）EXPG 台北校的Facebook專頁
- （英文） EXPG NYC（页面存档备份，存于） New York校 官方網站
- （英文） EXPG NEW YORK的X（前Twitter）
- （英文）YouTube上的EXPG NEW YORK頻道
- （英文）EXPG NEW YORK的Instagram帳戶